# アルスター義勇軍
アルスター義勇軍（Ulster Volunteer Force、UVF）は、アイルランド在住のプロテスタント系住民（ユニオニスト）によって構成された右派民兵組織。北アイルランド紛争おいて、IRA暫定派をはじめとするカトリック系の組織（リパブリカン）と闘争を繰り広げた。
1913年に誕生した同じ略称を持つ組織については、アルスター義勇兵を参照。

## 誕生
アルスター義勇軍という名義がはじめて使われたのはイギリス統治下のアイルランドである。カトリックを信仰する現地市民達の独立意識の高まりにより自治法案が審議され、現在の北アイルランドとなる6州でアルスター統一党が誕生し17歳から65歳、10万人もの義勇軍を編成。これを受けてリパブリカン側も後にアイルランド共和軍となるアイルランド義勇軍を結成、後のイースター蜂起に繋がる対立が始まった。

## 北アイルランドでの闘争
アイルランド独立戦争にてアイルランドが独立を果たし、プロテスタント人口が多いという理由でイギリス統治が続いた北アイルランドはその後もカトリック系市民を中心としたリパブリカンの人々による解放運動が続行していた。そんな中でユニオニストの人々の間でカトリック達への反感が高まり、1966年にはかつて存在していた右派武装勢力の名前を持つテロ組織が復活した。UVFはIRAとは無関係の者を含めたリパブリカンを標的として、小火器や爆発物を使ったテロ行為を行った。
また、北アイルランドでのユニオニスト最大勢力であるアルスター防衛同盟(通称：UDA)とは2000年代に7人の死者を出す抗争事件を起こしたこともある。

## 規模
北アイルランドにおけるUVFは「旅団参謀」と呼ばれる指導部の指揮下のもと、複数の小さな組織という単位で行動している。
当初20人程度と極めて小規模だったものの1972年の時点で闘争が深刻化してからは1000人～1500人ほどの構成員を抱えるようになったと言われている。UVFはイギリス本国の他に、カナダ、イスラエル、南アフリカから武器を入手しており、80年代にはチェコスロバキア製のVz 58自動小銃200丁、ブローニング・ハイパワー拳銃90丁、RGD-5手榴弾500発、RPG-7ロケットランチャー12丁、弾薬3万発、RPG-7用弾頭150発を調達したと言われている。

## 犠牲者
UVFはUDAと同様、最も多く殺害したのは非武装の民間人であり総人数は414人(そのうち、政治家は11人)であった。その他、IRAなどリパブリカン活動家は21人殺害。UDAなど他のユニオニスト活動家は44人殺害。6人の英国治安部隊を殺害している。また反対に、66人のUVF構成員が紛争によって殺害されている。

## 現在
2007年に武装解除を行い活動を休止したが、現在でもユニオニスト系の市民に影響力があると思われる。2012年12月、ベルファスト市庁舎での英国旗掲揚の制限を同市議会が決定した時、反対するユニオニスト系市民らによる抗議デモが暴動に発展した際、UVFとUDAの幹部達が関わったと見られている。